# Komisja śledcza w sprawie afery Rywina
Sejmowa komisja śledcza do zbadania ujawnionych w mediach zarzutów dotyczących przypadków korupcji podczas prac nad nowelizacją ustawy o radiofonii i telewizji powołana przez Sejm 10 stycznia 2003 roku na wniosek Prawa i Sprawiedliwości. Była pierwszą komisją śledczą powołaną w III Rzeczypospolitej. Miała wyjaśnić nieprawidłowości, które wynikały z pracy nad ustawą o radiofonii i telewizji. Komisja zakończyła pracę 5 kwietnia 2004 roku. 

## Początkowy skład komisji
Przewodniczący:
- Tomasz Nałęcz (UP, później SdPl)

Wiceprzewodniczący:
- Bohdan Kopczyński (LPR, później niezależny)
- Bogdan Lewandowski (SLD, później SdPl)

Członkowie:
- Jerzy Szteliga (SLD)
- Ryszard Kalisz (SLD)
- Stanisław Rydzoń (SLD)
- Jan Rokita (PO)
- Zbigniew Ziobro (PiS)
- Piotr Smolana (Samoobrona)
- Józef Szczepańczyk (PSL)

## Zmiany w składzie komisji
- 28 lutego 2003
  - Renata Beger (Samoobrona) zastąpiła Piotra Smolanę
  - Anita Błochowiak (SLD) zastąpiła Ryszarda Kalisza
- 23 stycznia 2004
  - Jan Łączny (Samoobrona) zastąpił Renatę Beger